# El Zotz

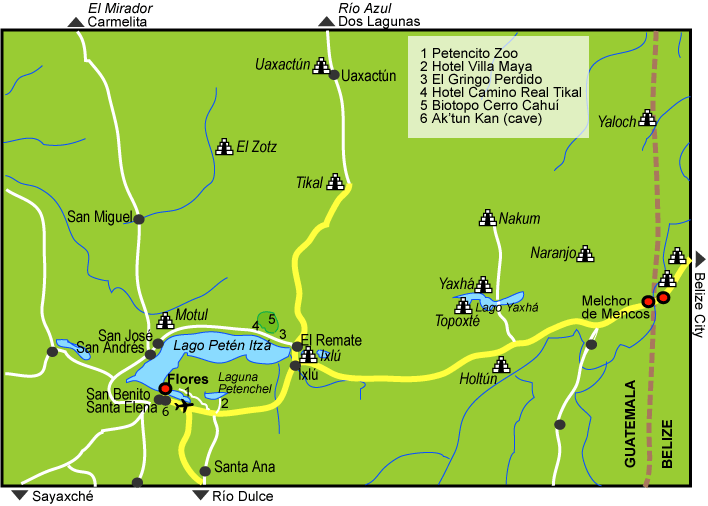
Lage von El Zotz nördlich des Petén-Itzá-Sees

El Zotz (deutsch Fledermaus) ist eine kleine Ruinenstadt der Maya im Departamento Petén in Guatemala.

## Lage
El Zotz liegt im Urwald des Petén etwa 50 km nördlich von Flores bzw. ca. 20 km westlich von Tikal in einer Höhe von ca. 150 m. Regen (ca. 1000–2500 mm/Jahr) fällt hauptsächlich im Sommerhalbjahr; die Monate Februar bis April sind meist trocken.

## Geschichte
Funde in El Zotz reichen bis in die vorklassische Zeit (um 400 v. Chr.) zurück, doch erlebte die Stadt ihre Blütezeit vom 6. bis 8. Jahrhundert n. Chr. Die Ortsglyphen von Yaxchilán und El Zotz sind gleich, so dass einige Forscher Beziehungen zwischen den beiden, ca. 150 km (Luftlinie) voneinander entfernten Städten postuliert haben, doch fehlen eindeutige archäologische Beweise. Die letzte Datierung in El Zotz stammt aus dem Jahr 744, als sich die Stadt gegen ihren dominanten Nachbarn Tikal wandte und die darauf folgende kriegerische Auseinandersetzung verlor.
Obwohl die Ruinenstätte schon länger bekannt war, fand erst im Jahr 1977 eine erste offizielle Untersuchung durch das guatemaltekische Instituto de Antropología e Historia (Departamento de Monumentos Prehispánicos) statt. Weitere kleinere Expeditionen folgten, doch größere Ausgrabungen wurden erst in den Jahren nach 2008 unternommen, die im Jahr 2010 durch die LIDAR-Technik ergänzt wurden.

## Fundstätte
Durch die Untersuchungen kam eine deutlich größere Fläche von El Zotz zutage; es wurden vier Siedlungskerne (grupos) sowie zwei benachbarte Zeremonialzentren ermittelt. Ein weiteres Zentrum mit Namen El Diablo ist ca. 1 km vom Zentrum entfernt; hier befindet sich die mit 45 m höchste Tempelpyramide des gesamten Stadtbereichs. Im Jahr 2010 wurde hier ein Königsgrab aus dem 4. Jahrhundert entdeckt, in welchem auch die Skelette von sechs Kindern (wahrscheinlich Menschenopfer) gefunden wurden.

## Besuch der Ruinenstätte
Von Flores oder von Tikal aus werden Tagestouren mit dem PKW, aber auch mehrtägige Wanderungen zur immer noch weitgehend von Regenwald überwucherten Stätte angeboten.